# Eswort Coombs
Eswort Lorenzo Brian Coombs (* 26. November 1972 in Kingstown) ist ein ehemaliger vincentischer Sprinter.
Seine größten internationalen Erfolge erzielte er im 400-Meter-Lauf. 1995 siegte er über diese Distanz bei der Universiade in Fukuoka sowie bei den Zentralamerika- und Karibikmeisterschaften und wurde Dritter bei den Panamerikanischen Spielen in Mar del Plata. Außerdem belegte er bei den Commonwealth Games 1994 den sechsten Platz und erreichte bei den Olympischen Spielen 1996 in Atlanta die Halbfinalrunde.
Weitere internationale Einsätze hatte er bei den Weltmeisterschaften 1991 in Tokio über 200 Meter und 1993 in Stuttgart über 100 und 200 Meter, ohne jedoch die Vorläufe zu überstehen. Auch bei den Olympischen Spielen 1992 in Barcelona über 200 Meter und in der 4-mal-400-Meter-Staffel sowie 1996 in Atlanta in der 4-mal-100-Meter-Staffel und in der 4-mal-400-Meter-Staffel ereilte ihn jeweils das Vorrundenaus.
Eswort Coombs ist 1,87 m groß und hatte ein Wettkampfgewicht von 74 kg. Er studierte Telekommunikationswissenschaften an der Ohio State University.

## Bestleistungen
- 100 m: 10,95 s, 14. August 1993, Stuttgart
- 200 m: 20,76 s, 19. Mai 1995
- 400 m: 45,19 s, 20. April 1997, Walnut (Kalifornien)